# Psionika
Psionika, w skrócie (Ψ, ψ) – w parapsychologii wspólne określenie wszystkich zjawisk paranormalnych. Zostało wprowadzone w 1943 roku przez Roberta Thoulessa i Bertolda Paula Wiesnera.

## Etymologia

Litera Psi

Utworzono ją od litery Psi alfabetu greckiego.

## Historia i terminologia
Bertold Paul Wiesner po raz pierwszy zaproponował termin „psi” w roku 1942 jako bardziej ogólny termin dla określenia zarówno postrzegania pozazmysłowego (ESP) oraz dla psychokinezy. Oryginalna terminologia została podzielona na psi-gamma (dla postrzegania) i psi-kappa (dla akcji i manipulacji). W późniejszym okresie terminy te zostały zmienione na „psi pasywne” oraz „psi aktywne”.
Jeszcze później John Wood Cambell zaproponował termin „psionika” (psionics), będący połączeniem słowa „psi” (psyche) i „electronics”, co miało na celu zamienienia terminu na bardziej „naukowy”, zgodnie ad verencudiam, technicyzacją, zyskując popularność.

## Fikcja
Psionika (używana jako termin w stosunku do zdolności parapsychicznych) pojawia się we wszelkiej maści fantastyce równie często co magia, też jako znak zjawisk paranormalnych.
W soft science fiction postacie często są obdarzane zdolnościami psionicznymi, które, gdyby zostały nazwane „magicznymi”, zmieniłyby SF w fantasy.